# Wyżnia Basztowa Przełęcz
Wyżnia Basztowa Przełęcz (słow. Vyšné Baštové sedlo, niem. Gemsenseescharte, węg. Zerge-tavi-csorba) – wybitna przełęcz w Grani Baszt w słowackich Tatrach Wysokich. Znajduje się na wysokości 2293 m między północnym wierzchołkiem Zadniej Baszty (2354 m) a Capim Rogiem (2306 m) – turnią w masywie Małej Capiej Turni. Po stronie wschodniej (Dolinka Szatania) pod przełęczą znajduje się system zacięć, który około 80 m niżej łączy się z urwistą rynną opadającą z Capiego Karbu. Od miejsca ich połączenia opada głęboko wcięty i częściowo przewieszony komin. Końcowy odcinek komina przekształca się w piarżysty żleb z niewielkimi progami. Ma on wylot na wysokości około 1915 m, czyli prawie 400 m poniżej przełęczy. Od strony zachodniej, z Doliny Młynickiej, z przełęczy do Koziego Kotła w Dolinie Młynickiej opada względnie łatwy do przejścia żleb o deniwelacji około 100 m.

## Taternictwo
Przejście granią od Zadniej Baszty na Małą Capią Turnię nie nastręcza taternikom większych trudności, natomiast przejście dzikim wschodnim kominem pod przełęcz było kiedyś uważane za spory sukces taternicki. W latach 1929–1930 drogę tę przeszli polscy taternicy Stanisław Motyka i Jan Sawicki.
Pierwsze wejścia
- letnie: Zygmunt Klemensiewicz i Jerzy Maślanka, 23 sierpnia 1905 r. (po drodze z Capiej Przełączki na Zadnią Basztę),
- zimowe: Gizela Schmidt i Ferenc Barcza, 12 kwietnia 1914 r. (przy przejściu granią)[5]

Drogi wspinaczkowe
1. Południowo-wschodnią granią z Basztowej Przełęczy Wyżniej; 0+ w skali tatrzańskiej, czas przejścia na Wielką Capią Turnię 30 min
2. Wschodnim kominem; V, 4 godz.
3. Zachodnim żlebem, z Młynickiego Kotła; II, 45 min[3].

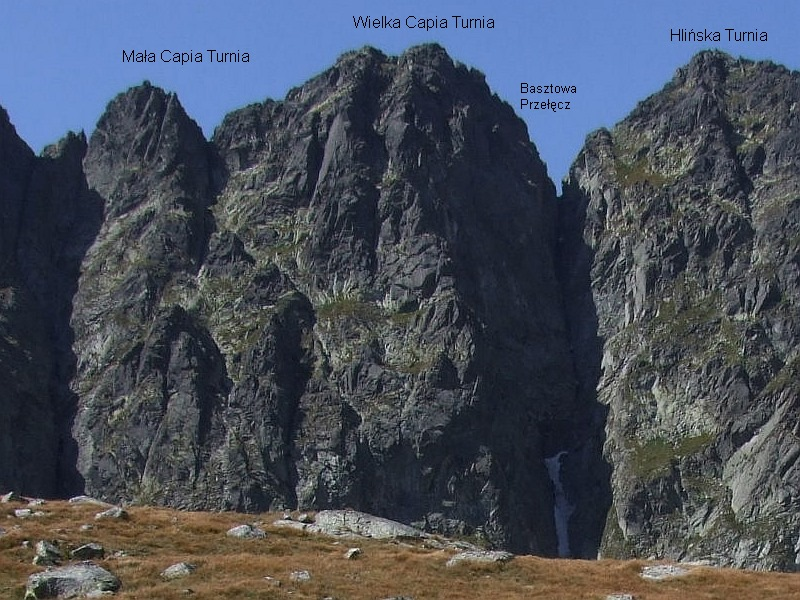
Wyżnia Basztowa Przełęcz po lewej stronie Małej Capiej Turni
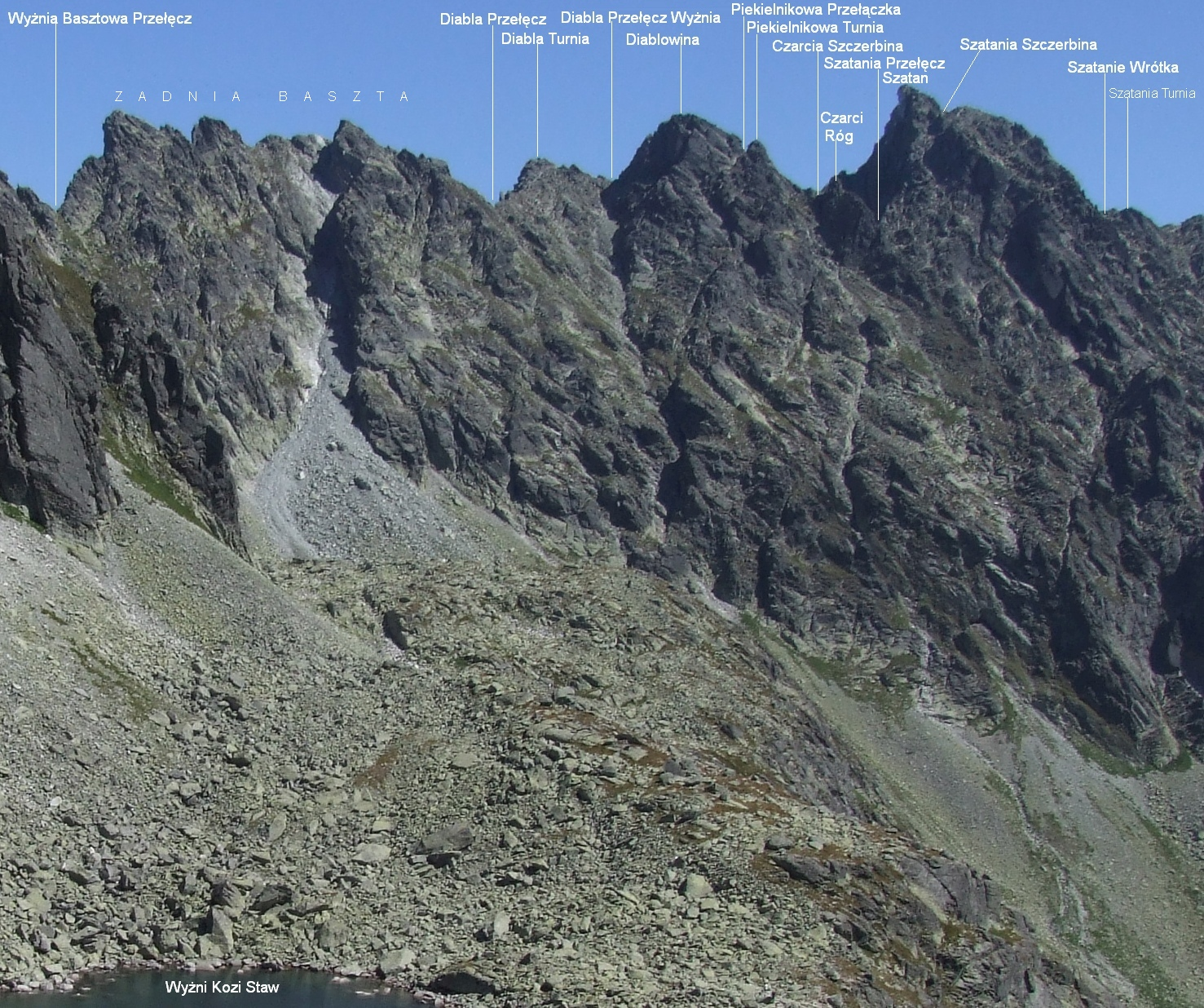
Widok z Doliny Młynickiej